# Franci Jerančič
Franci Jerančič »Jefra«, slovenski dirkač, mehanik in občasni komentator, * september 1951, Ljubljana.

## Življenje
Franci Jerančič, z vzdevkom Jefra, se je rodil septembra 1951 v Ljubljani. Prvo dirko je odpeljal leta 1969 s predelanim fičkom, v naslednjih letih pa je dirkal z Abarthom 850. V začetku sedemdesetih je dirkal v Formuli Lotus Ford po Evropi, nastopil je tudi na nekaj dirkah Formule 2. V tujini je bil običajno na štartnih listah njegovo ime zapisano kot Francy Jerancic. Leta 1975 ga je v svoje moštvo povabil John Surtees, kjer je testiral tudi dirkalnik Formule 1 Surtees TS16 na britanskem dirkališču Goodwood. Za naslednjo sezono 1976 je bilo že vse dogovorjeno za dirkanje Jerančiča v Formuli 1, toda tik pred podpisom pogodbe se je glavni sponzor umaknil, njegovo mesto pa je zasedel Alan Jones.Jerančič se je posvetil dirkalnju v Formuli Super V. Leta 1989 se je upokojil kot dirkač, še vedno pa deluje v Jefra racing team.
Tudi njegova dva otroka, sin Domen in hči Nina sta z njegovo podporo sledila očetovim stopinjam in sta dirkača. Franci Jerančič je med letoma 2004 in 2007 skrbel za dirkalnik in taktiko Nine v italijanski seriji Ferrari Chalange. Ob tem je Franci Jerančič tudi občasni strokovni komentator dirk Formule 1 na POPTV in kasneje RTVS ob Miranu Ališiču.